# ۵۳۷ (پیش از میلاد)
۵۳۷ (پیش از میلاد) ۵۳۷مین سال قبل از تقویم میلادی است.